# Mughlani Begum
Mughlani Begum, född okänt år, död 1772, var en indisk regent. Hon var regent i Lahore under några månader 1753 efter sin makes död.
Hon var gift med Moin-ul-Mulk, som var guvernör i Lahore mellan 1748 och 1753; först för Mogulriket och sedan för den afghanska monarken Ahmed Shah Durrani. När hennes make avled 1753 tog hon kontrollen över Lahore och regerade den under några dramatiska månader.
Hon har blivit föremål för fiktion och en film.